# Шерифа Фатима
Шерифа Фатима (араб. الشَّرِيفة فاطِمَة‎; ум. после 1461; шерифа в данном случае титул, собственное имя Фатима бинт аль-Хасан) — женщина, являвшаяся политическим и религиозным лидером части мусульман-зейдитов Йемена в XV веке.

## Биография
Фатима была внучкой зейдитского имама Ан-Насира Мухаммада Салахуддина от его младшего сына Хасана. В то время, когда имамом был её дядя, старший сын Ан-Насира Салахуддина Аль-Мансур Али ибн Салахуддин, вышла замуж за его сына и своего двоюродного брата, Мухаммада, и родила ему дочь. В это время она и её семья жили вместе с имамом в Сане. В 1436 году в Йемен пришла чума, от которой умер имам Аль-Мансур Али, а затем, в течение месяца, и её муж, провозглашенный после смерти отца имамом под именем Ан-Насир Мухаммад. Их дочь еще была малолетней, других наследников у имама не было, и власть перешла к Фатиме. Провозглашение женщины имамом было против зейдитских традиций, и собравшиеся зейдитские улемы провозгласили имамом Салаха ибн Али, сына известного зейдитского богослова Али ибн Мухаммада ибн Абулькасима, приходившегося лишь дальним родственником правящему роду. Он стал имамом под именем Аль-Махди Салахуддин и женился на Фатиме. У них родился сын Али. Однако Аль-Махди Салахуддина не все зейдиты признали своим имамом. Еще двое заявили свои права на имамат — Аль-Мутаваккиль аль-Мутаххар ибн Мухаммад и Аль-Мансур ан-Насир ибн Мухаммад. Они оба также находились в весьма дальнем родстве с предыдущими имамами. В результате предательства, Аль-Мансуру ан-Насиру удалось овладеть Саной и заточить Аль-Махди Салахуддина в темницу. В плен к нему попал и другой претендент — Аль-Мутаваккиль аль-Мутаххар, но смог впоследствии выбраться на свободу. Фатиме удалось бежать. Она перебралась в Дофар и стала править оттуда. Впоследствии, она захватила Наджран и Сааду и сделала последнюю своей резиденцией.
Попытка аль-Мансура ан-Насира захватить Сааду, где правила Фатима, не принесла ему успеха. Её муж, имам Аль-Махди Салахуддин, умер в неволе в 1445 году. По всей видимости, после этого Фатима объявила себя имамом, что, вообще говоря, не было принято у зейдитов. В том же году аль-Мансур ан-Насир пришел в Сааду, заключил с Фатимой мир и женился на её дочери Бадре бинт Мухаммад ибн Али. Бадра была последним прямым потомком предыдущих имамов из рода рассидов (сын Фатимы и имама Салаха к тому времени умер), и этот брак подкреплял претензии аль-Мансура ан-Насира на имамат. Впрочем, как брак ан-Насира и Бадры, так и его мир с Фатимой оказались недолговечными.
В 1453 году один из шейхов Саады, Хасан бин Мухаммад из рода Мудаис, решил уйти от шерифы в Сану к имаму аль-Мансуру ан-Насиру. Узнав об этом, Фатима приказала своим слугам убить его за воротами города. Брат убитого шейха Абдулла, мстя за кровь, обратился к ан-Насиру. Тот, используя жалобу Абдуллы как предлог, пришел с войском, после долгой осады в 1456 году захватил Сааду и отвел плененную Фатиму в Сану. Бадре удалось бежать.
В 1461 году аль-Мансур ан-Насир, в свою очередь, оказался пленником аль-Мутаххара и был заключен в Сане. Однако в городе у него оставалось немало сторонников, которые решили попытаться освободить ан-Насира силой. Среди противников ан-Насира была шерифа Фатима, которая жила в Сане во дворце Дар аль-Кихья, когда-то принадлежавшем её деду, имаму Салахуддину. В ходе беспорядков сторонники ан-Насира ворвались во дворец шерифы и разграбили его. Но аль-Мансура ан-Насира к тому времени в городе уже не было — аль-Мутаххар предусмотрительно вывез своего пленника в Каукабан. Что стало в результате с шерифой, источники умалчивают. Ибн Фанд и ад-Дамади сообщают лишь, что она умерла и похоронена в Сане.
Вскоре после матери умерла и Бадра. Со смертью Фатимы и её дочери основная ветвь рода рассидов, дававшая зейдитам имамов на протяжении предшествующих трех столетий, иссякла.

### Комментарии
1. ↑  Согласно [Zirikli, 2002] и ссылающимся на него авторам — после 1456 года. Данные Зирикли восходят к хронике ад-Дамади, составленной в XVII веке. Сообщение о Фатиме в ней датировано 860 г. х. (1455—1456) и содержит утверждение, что какие-либо сведения о шерифе после этого отсутствуют. Однако [Porter, 1992, p. 56] приводит свидетельство того, что Фатима была еще жива в 1461 году.
2. ↑  [Mernissi, 2006] и ссылающиеся на неё [al-Gumaee, 2012], [ColorQ World] и др. ошибочно называют её дочерью имама Ан-Насира Мухаммада Салахуддина.
3. ↑  [EI1, 1993] ошибочно называет Фатиму дочерью имама Аль-Мансура Али. В действительности, она приходилась ему племянницей и невесткой.
4. ↑  [Mernissi, 2006] со ссылкой на [Zirikli, 2002] пишет о завоевании Саны, однако у Зирикли сказано лишь следующее: «Правила Саной и её окрестностями, затем перебралась в Дофар и правила там, захватила Сааду и Наджран». Ошибку Мерниси повторяют все ссылающиеся на неё авторы: [al-Gumaee, 2012], [ColorQ World] и др.
5. ↑  В списке хроники ад-Дамади из собрания Мухаммеда ибн Мухаммеда ибн Мухаммеда ибн Исмаила аль-Кирбси имя убитого шейха указано как Мухаммад бин Хасан бин Мудаис ас-Саади. См. оцифрованную копию Архивная копия от 3 сентября 2014 на Wayback Machine списка в онлайн-коллекции йеменских рукописей на сайте Принстонского университета.

### Дополнительно
- Miles, Rosalind. Hell Hath No Fury : True Stories of Women at War from Antiquity to Iraq :  [англ.] / Rosalind Miles, Robin Cross. — New York : Three Rivers Press, 2008. — P. 11. — ISBN 978-0-307-34637-7.
- al-Gumaee, Shafika. Women and Politics in Yemen :  [англ.] : Master thesis / San Diego State University. — 2012. — P. 16.